# Duluth Township
Die Duluth Township ist eine Township im US-Bundesstaat Minnesota. Sie ist im Südosten die St. Louis Countys zwischen den Städten Duluth und Two Harbors gelegen. Das U.S. Census Bureau hat bei der Volkszählung 2020 eine Einwohnerzahl von 2039 ermittelt.

## Geografie
Die Township erstreckt sich im Norden von Minnesota entlang des Oberen Sees nordöstlich der Stadt Duluth bis hin zum Beginn des Lake Countys, nahe der Stadt Two Harbors. Die nichtorganisierten Ortschaften French River, Palmers und Clover Valley, welche alle am Ufer des Oberen Seen gelegen sind, gehören zum Gebiet. Nach den Angaben des United States Census Bureau beträgt die Fläche 134,3 Quadratkilometer, davon sind 13,9 Quadratkilometer Wasserflächen.
Wichtige Verkehrsstraße sind der U.S. Highway 61 und die Minnesota State Route 61, welche von Duluth aus in Ufernähe Richtung Nordosten verlaufen. Ebenso verläuft die Bahnstrecke (Old North Shore Railroad) zwischen Duluth und Two Harbors durch die Township.

## Demografie
Nach den Angaben der Volkszählung 2000 leben in der Duluth Township 1723 Menschen in 669 Haushalten und 479 Familien. Ethnisch betrachtet setzt sich die Bevölkerung aus 98 Prozent weißer Bevölkerung, sowie kleineren Minderheiten oder mehreren Gruppen zusammen. 0,5 Prozent der Einwohner zählen sich zu den Hispanics.
In 30,2 % der 669 Haushalte leben Kinder unter 18 Jahren, in 64,4 % leben verheiratete Ehepaare, in 5,1 % leben weibliche Singles und 28,4 % sind keine familiären Haushalte. 23,8 % aller Haushalte bestehen ausschließlich aus einer einzelnen Person und in 6,1 % leben Alleinstehende über 65 Jahre. Die durchschnittliche Haushaltsgröße liegt bei 2,58 Personen, die von Familien bei 3,09.
Auf die gesamte Stadt bezogen setzt sich die Bevölkerung zusammen aus 26,2 % Einwohnern unter 18 Jahren, 6,4 % zwischen 18 und 24 Jahren, 26,5 % zwischen 25 und 44 Jahren, 29,9 % zwischen 45 und 64 Jahren und 10,9 % über 65 Jahren. Der Median beträgt 41 Jahre. Etwa 50,5 % der Bevölkerung ist weiblich.
Der Median des Einkommens eines Haushaltes beträgt 46.118 USD, der einer Familie 57.292 USD. Das Pro-Kopf-Einkommen liegt bei 23.116 USD. Etwa 4,1 % der Bevölkerung und 1,7 % der Familien leben unterhalb der Armutsgrenze.

### Bevölkerungsentwicklung
| 1970  | 1980  | 1990  | 2000  | 2020  |
| ----- | ----- | ----- | ----- | ----- |
| 1.484 | 1.604 | 1.561 | 1.723 | 2.039 |

## Bekannte Bewohner
- Warren Gooch (* 1953), Komponist und Musikpädagoge